# 작은가리섬
작은가리섬(小加里島, 영어: Jageungariseom)은 경기도 안산시 대부동에 있던 섬으로, 시화방조제 건설로 인해 지금은 시화호 조력발전소가 위치해 있다.

## 지명 유래
남양도호부에 살던 어부인 '석동의 바위'를 큰 가리라 불렀고 그에 대칭하는 '아내의 바위'를 작은 가리라 일컬으며 유래되었다. 북쪽으로 약 1km 떨어져 있는 큰가리섬과 함께 '쌍섬'으로 불리기도 했다.